# Pamela Melroy

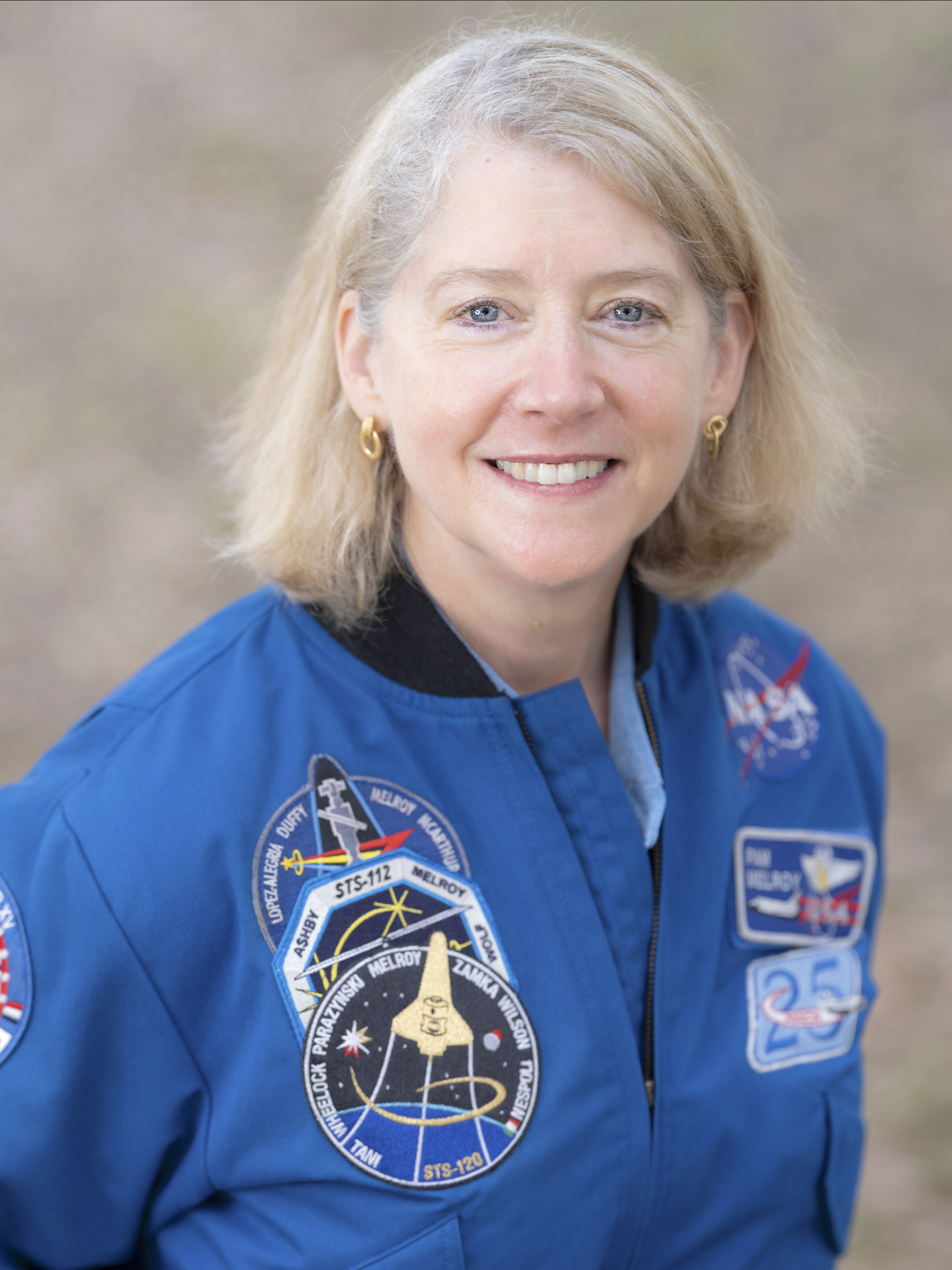
Pamela Melroy, 2022

Pamela A. Melroy, född 17 september 1961 i Palo Alto, Kalifornien, är en amerikansk astronaut uttagen i astronautgrupp 15 den 9 december 1994.

## Karriär
Melroy tog bachelorexamen 1983 från Wellesley College med astronomi och fysik som huvudämnen. Hon blev samtidigt genom ROTC officer i USA:s flygvapen. Året därpå tog hon en masterexamen geovetenskap och planetologi från Massachusetts Institute of Technology (MIT). I flygvapnet kom hon att tjänstgöra som pilot för lufttankningsplanet KC-10 Extender vid förband på Barksdale Air Force Base i sex år. 1991 påbörjade hon provflygarutbildningen vid Edwards Air Force Base i Kalifornien. Efter examen kom Melroy att arbeta med utprovning av C-17 Globemaster III.
I december 1994 valdes Melroy ut som astronautkandidat. Hennes första rymdfärd var med STS-92 år 2000. Hon blev 2007 den andra kvinnan i historien, efter Eileen Collins, att föra befäl på en rymdfärja under STS-120.
Den 21 juni 2021 tillträde hon som viceadministratör för NASA.

### Rymdfärder
- Discovery - STS-92
- Atlantis - STS-112
- Discovery - STS-120

## Familjeliv
Melroy är gift med Douglas Hollett och har inga barn.